# Geraecormobius pallidimanu
Geraecormobius pallidimanu is een hooiwagen uit de familie Gonyleptidae.